# Ник Кершо
Николас Дејвид Ник Кершо (енгл. Nicholas David "Nik" Kershaw; 1. март 1958, Бристол) енглески је кантаутор, композитор, мулти-инструменталиста и музички продуцент.
Рођен је 1. марта 1958. у Бристолу, а одрастао је у Ипсвичу. Његов отац је био флаутиста, док је његова мајка била оперска певачица. Похађао је у гимназији „Нортгејт”, где је сам учио да свира гитару. Пре своје соло каријере, певао је за неколико андреграунд бендова.
Кершо је као соло уметник остварио популарност средином 1980-их година. Најпознатије песме су му: „Wouldn't It Be Good”, „Dancing Girls”, „”, „”, „”, „Wide Boy”, „Don Quixote” и „When a Heart Beats”.

## Дискографија

### Студијски албуми
- Human Racing (1984)
- The Riddle (1984)
- Radio Musicola (1986)
- The Works (1989)
- 15 Minutes (1999)
- To Be Frank (2001)
- You've Got to Laugh (2006)
- EI8HT (2012)
- Oxymoron (2020)